# Cheiracanthium inclusum
Cheiracanthium inclusum es una especie de araña araneomorfa del género Cheiracanthium, familia Cheiracanthiidae. Fue descrita científicamente por Hentz en 1847.
Se clasificó anteriormente como una araña de la Clubionidae, y luego se colocó en la familia Miturgidae, pero ahora pertenece a la familia Cheiracanthiidae. Es una especie bastante pequeña de color amarillo pálido que es autóctona de las Américas y se puede encontrar viviendo en el follaje de los bosques y jardines, pero también puede habitar en hogares humanos. A pesar de la creencia común de necrosis, las mordeduras de Cheiracanthium solo causan hinchazón localizada. C. inclusum está estrechamente relacionado con Cheiracanthium mildei, una especie nativa de Europa que es similar en apariencia e historia natural y que también se puede encontrar en los hogares de América del Norte.

## Identificación
Como todas las arañas, C. inclusum tiene dos segmentos corporales: un cefalotórax (cabeza y tórax fusionados) y un abdomen. En las hembras el cuerpo mide entre 5 y 9 mm y en los machos de 4 a 8 mm. Sin embargo, la extensión de las patas puede ser de hasta 1 pulgada (2,5 cm) y el par de patas delanteras es más largo que los otros 3 pares. Los machos tienden a tener un cuerpo más estrecho y una extensión de piernas más grande que las hembras. Es de color amarillo-beige pálido con marcas de color marrón oscuro en sus palpos, quelíceros (mandíbulas) y en los extremos de sus tarsos (pies). También hay a menudo una raya de color marrón anaranjado que recorre la parte superior central de su abdomen. C. inclusum tiene 8 ojos de tamaño similar, distribuidos en 2 filas horizontales paralelas. Sin embargo, la entrada ocular es de menor importancia debido a la ausencia de luz durante las actividades nocturnas de la araña. La araña se basa más en sus palpos, estructuras sensoriales justo detrás de los quelíceros y en el cefalotórax para sentir su entorno.

## Distribución
C. inclusum son nativos del Nuevo Mundo (América del Norte, Central y del Sur, y las Indias Occidentales). Esta especie también se ha introducido en África y Reunión. Se encuentran con mayor frecuencia en árboles y arbustos, pero también pueden encontrar refugio en casas y otras estructuras hechas por el hombre.

## Ciclo de vida
Las hembras de C. inclusum se aparean solo una vez y producen su primera masa de huevos unos 14 días después del apareamiento. Por lo general, se producen dos conjuntos de huevos, pero esto puede oscilar entre 1 y 5. Las masas de huevos generalmente contienen de 17 a 85 huevos, aunque se han informado hasta 112 huevos en una sola masa de huevos. La puesta de huevos ocurre generalmente durante los meses de junio y julio; durante este período, las hembras ponen sus huevos en pequeños tubos de seda (2 cm) y se encierran con los huevos, protegiéndolos de los depredadores. Las hembras se quedan con los huevos y las arañas juveniles durante unos 17 días, hasta su primera muda completa. Las hembras que producen masas de huevos adicionales construyen un segundo saco de huevos unas dos semanas después de que las arañas jóvenes se dispersan. Los machos tienden a alcanzar la madurez sexual antes (119 días en promedio) que las hembras (134 días en promedio), pero el tiempo hasta la madurez puede oscilar entre 65 y 273 días, dependiendo de varios factores, como la temperatura, la humedad y el fotoperiodo. Las arañas C. inclusum normalmente pasan el invierno como adultas o subadultas.